# ピアノ協奏曲第4番 (ベートーヴェン)
ピアノ協奏曲第4番（ピアノきょうそうきょくだいよんばん）ト長調 作品58は、ルートヴィヒ・ヴァン・ベートーヴェンが遺したピアノ協奏曲のひとつ。

## 概要

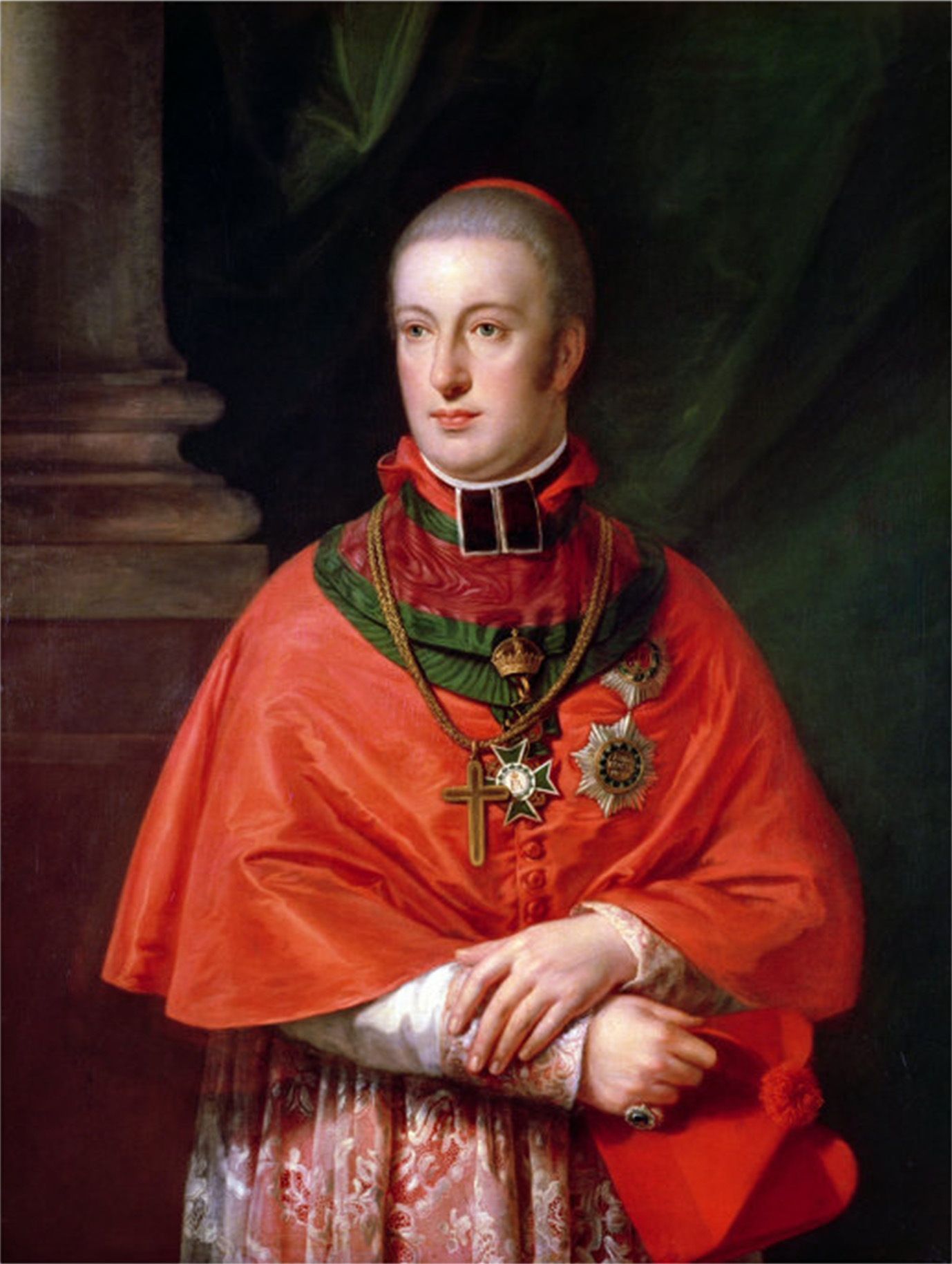
当楽曲の献呈先となったルドルフ大公

『ピアノ協奏曲第3番ハ短調』を完全な形で書き上げられてから最初に演奏された翌年にあたり、またベートーヴェン唯一のオペラ作品『フィデリオ』の元となった作品『レオノーレ』初稿の初演が行われた年でもある1805年に作曲に着手、翌1806年に完成させている。
オーケストラを従えてピアノ等の独奏楽器が華々しく活躍する協奏曲はピアニスト等の独奏楽器を奏でるプロ演奏家にとって自身の腕前を披露するのに適したものとされていたこともあり、従来の協奏曲ではオーケストラは伴奏役に徹するのが常で、実際の作品では、例えば冒頭部分に於いて、オーケストラが前座宜しく先にメロディを奏でていると後から独奏楽器が、まるで花道上に現れ歩みを進める主役の如く、やおら登場し華々しく歌い上げることが多いのであるが、進取の気風に満ちていたベートーヴェンは当楽曲でいきなり独奏ピアノによる弱く柔らかな音で始めるという手法を採り入れた。これは聴衆の意表を突く画期的なものとされ、驚きと感動をもたらしたと伝えられている。
更にベートーヴェンは伴奏役に徹しがちなオーケストラとピアノという独奏楽器を“対話”させるかのように曲を作るという手法も採り入れている。作曲当時使われていたピアノは現在流通しているものと比べて音量が小さく、それでいてオーケストラと対等に渡り合えるようにすべく、独奏ピアノの側にあっては分散和音やトレモロを駆使して音響効果を上げる一方、オーケストラの側にあっては楽章により登場楽器を限定したりしている《第1楽章ではティンパニとトランペットを参加させず、第2楽章は弦楽合奏のみに限定》。
当楽曲は完成の翌年・1807年の3月にまずウィーンのロプコヴィッツ侯爵邸の大広間にて小規模オーケストラを使って非公開ながら初演され、翌1808年の12月22日に同じくウィーンに所在するアン・デア・ウィーン劇場に於いて公開による初演を行っている（1808年12月22日のベートーヴェンの演奏会）。何れもベートーヴェン自身がピアノ独奏を務めているが、かねてから自身の難聴が進行していたこともあり、当楽曲が自身のピアノ独奏により初演された最後のピアノ協奏曲となった。
なお当楽曲は、ベートーヴェンの最大のパトロンであり、また彼にピアノと作曲を学んだともいわれるルドルフ大公に献呈されている。

## 楽器編成
独奏ピアノ、フルート1、オーボエ2、クラリネット2、ファゴット2、ホルン2、トランペット2、ティンパニ、弦5部

## 曲の構成
全3楽章で構成されており、演奏時間は36分《第1楽章20分、第2楽章6分、第3楽章10分》。
第1楽章 Allegro moderato ト長調 4/4拍子
協奏的ソナタ形式。前述のように「運命の動機」を含む穏やかな主題がピアノ独奏でいきなり奏されると、オーケストラはロ長調によりそれに応え、新鮮な印象を受ける。
カデンツァはベートーヴェン自身により2種類が書かれている。一つは100小節あり、多くのピアニストはこちらを演奏している。もう一つは50小節あり、マウリツィオ・ポリーニやアルフレート・ブレンデル、パウル・バドゥラ＝スコダ等が演奏した録音により確認することが出来る。この他、ブラームス、クララ・シューマン、ゴドフスキー、ブゾーニ、メトネル、フェインベルクなどの名だたるピアニスト・コンポーザーたちがカデンツァを書いている。
第2楽章 Andante con moto ホ短調 2/2拍子
自由な形式。オーケストラが低音に抑えられた弦のユニゾンだけとなり、即興的で瞑想的な音楽を歌うピアノと、淡々と対話を続ける。
第3楽章 Rondo Vivace ト長調 2/4拍子
ロンド形式。ト長調であるが、主題はハ長調に始められる。
カデンツァはベートーヴェン自身により1種類書かれ、35小節ある。ヴィルヘルム・バックハウス作によるドラマティックで技巧的なカデンツァも有名。他に有名な所ではヨゼフ・ホフマン、エドウィン・フィッシャー、ヴィルヘルム・ケンプ、ルービンシュタインも独自の演奏をも時に用いていた。ヤン・パネンカは少しアドリブを入れて弾くが、その様なピアニストは現代にも時々見られる。

## 幻の初演改訂版
一般には1806年完成時の楽譜が出版されている。1808年の公開初演時にはさらに手を加えて演奏したとされていたが、その楽譜は長らく公にされていなかった。しかし、写譜屋が作成していた写譜の中の作曲者による注釈を元にして、音楽学者のバリー・クーパーが「改訂版」として復元に成功した。ロナルド・ブラウティガム独奏、アンドルー・パロット指揮のノールショピング交響楽団演奏によるCDが2009年にBISから発売されている。